# Dana Amir

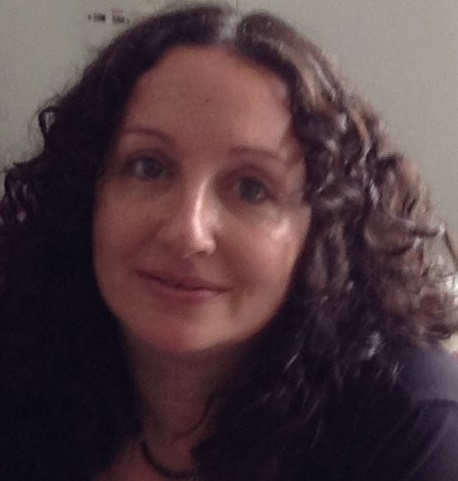
Dana Amir

Dana Amir (Haifa, 1966) é professora titular da Universidade de Haifa, psicóloga clínica, psicanalista, poetisa e pesquisadora de literatura.

## Biografia
Dana Amir nasceu e foi criada em Haifa e frequentou a Escola Hebraica Reali. Ela tem bacharelado em psicologia e filosofia, mestrado em psicologia clínica e doutorado em filosofia da psicanálise. Ela escreveu sua tese de doutorado sobre a dimensão lírica do espaço mental. Todos os diplomas foram obtidos na Universidade de Haifa.
Dana Amir é psicóloga clínica, psicanalista em treinamento e supervisora na International Psychoanalytic Association e na Sociedade Psicanalítica de Israel. Ela é professora titular e chefe do programa de doutorado interdisciplinar em psicanálise, departamento de aconselhamento e desenvolvimento humano na Universidade de Haifa, e editora-chefe do Maarag - o Anuário de Psicanálise de Israel (publicado pela Universidade Hebraica).
Sua pesquisa, que recebeu bolsa de pesquisa da Fundação de Ciência de Israel mais de uma vez, enfoca a conexão entre linguagem e psicopatologia. Amir desenvolveu vários conceitos psicolinguísticos que mapeiam várias dimensões patológicas: "Pseudo-linguagem" versus "Linguagem concreta", "Sintaxe psicótica", "Sintaxe autística", "A linguagem do camaleão de perversão" e " a função interior da testemunha ". Ela também está pesquisando modos de testemunho traumático, e a linguagem do perpetrador.

### Poesia
Dana Amir publicou sete livros de poesia, e seus poemas foram publicados em várias revistas em hebraico, bem como em antologias em francês e espanhol.
Tzipi Non-Gross, Tal Nitzan e Haim Be'er escreveram em seu argumento para conceder o prêmio de poesia Nathan Alterman a Dana Amir: “O livro de Dana Amir é uma coleção impressionante que inclui uma nova divisão de poesia e um ensaio sobre poesia inspirado por Duineser Elegien por Rilke. A compilação acompanha a evolução da poesia de Amir e possibilita a compreensão desta poesia em sua metamorfose: Esta é uma poesia dialógica per se, íntima e exposta. A poesia de Amir é caracterizada por uma combinação de sensibilidade e sabedoria. Seu olhar sutil e penetrante se cristaliza aqui em letras puras e divinas, e produz um volume requintado e atraente, um dos mais belos já escritos em hebraico ”.